# Société anonyme de crédit immobilier
Les sociétés anonymes de crédit immobilier (SACI) sont, en France, des organismes d'habitation à loyer modéré. Leur statut est défini aux articles L.422-4 et suivants du code de la construction et de l'habitation. Soumises au droit privé, elles peuvent ainsi :
- accorder aux particuliers des prêts immobiliers ouvrant droit à l'aide personnalisée au logement.
- réaliser des opérations de construction.

Créées en 1908, les SACI sont environ une soixantaine aujourd'hui. Les SACI sont obligatoirement affiliées à la chambre syndicale des SACI. Le réseau des SACI est propriétaire du Crédit immobilier de France.

## Évolution du statut
En janvier 2006, le gouvernement Dominique de Villepin a déposé un amendement au projet de loi portant engagement national pour le logement afin de recentrer les SACI sur leurs missions sociales. Si cette réforme est adoptée, elles devraient revendre certaines de leurs participations dans des filiales concurrentielles, dont fait partie le Crédit immobilier de France. 
Cette réforme est justifiée par le fait qu'aujourd'hui les SACI n'ont plus qu'une activité sociale très limitée.